# Małe Arkana
Arkana Małe (łac. arcana – wtajemniczenie, wiedza tajemna) – grupa kart talii tarota. Autorem terminu arkana małe jest Jean-Baptiste Pitois, który posłużył się nim do opisania tej grupy kart w książce pt.: Historie de la Magie, du monde Surnaturel et de la fatalité a travers les Temps et les Peuples (wyd. 1870).

## Przykłady ilustracji
Małe Arkana to cztery kolory (dwory):

Denary, Monety, Pentakle
Buławy, Pałki, Różdżki, Kije, Maczugi
Kielichy, Puchary, Puszki
Miecze, Rylce

W każdym kolorze znajdują się karty od asa / jedynki do dziesiątki 

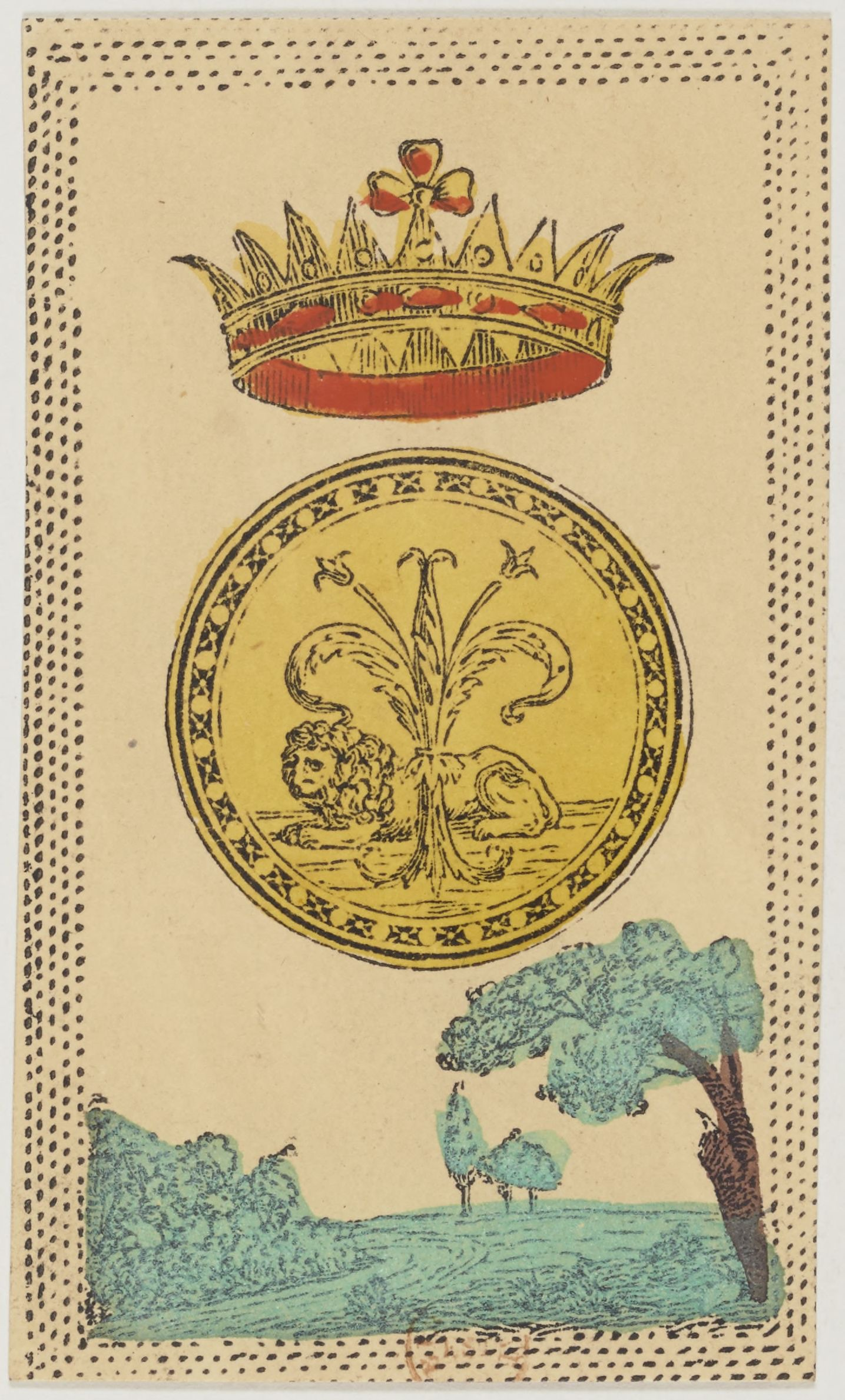
Jedynka, As
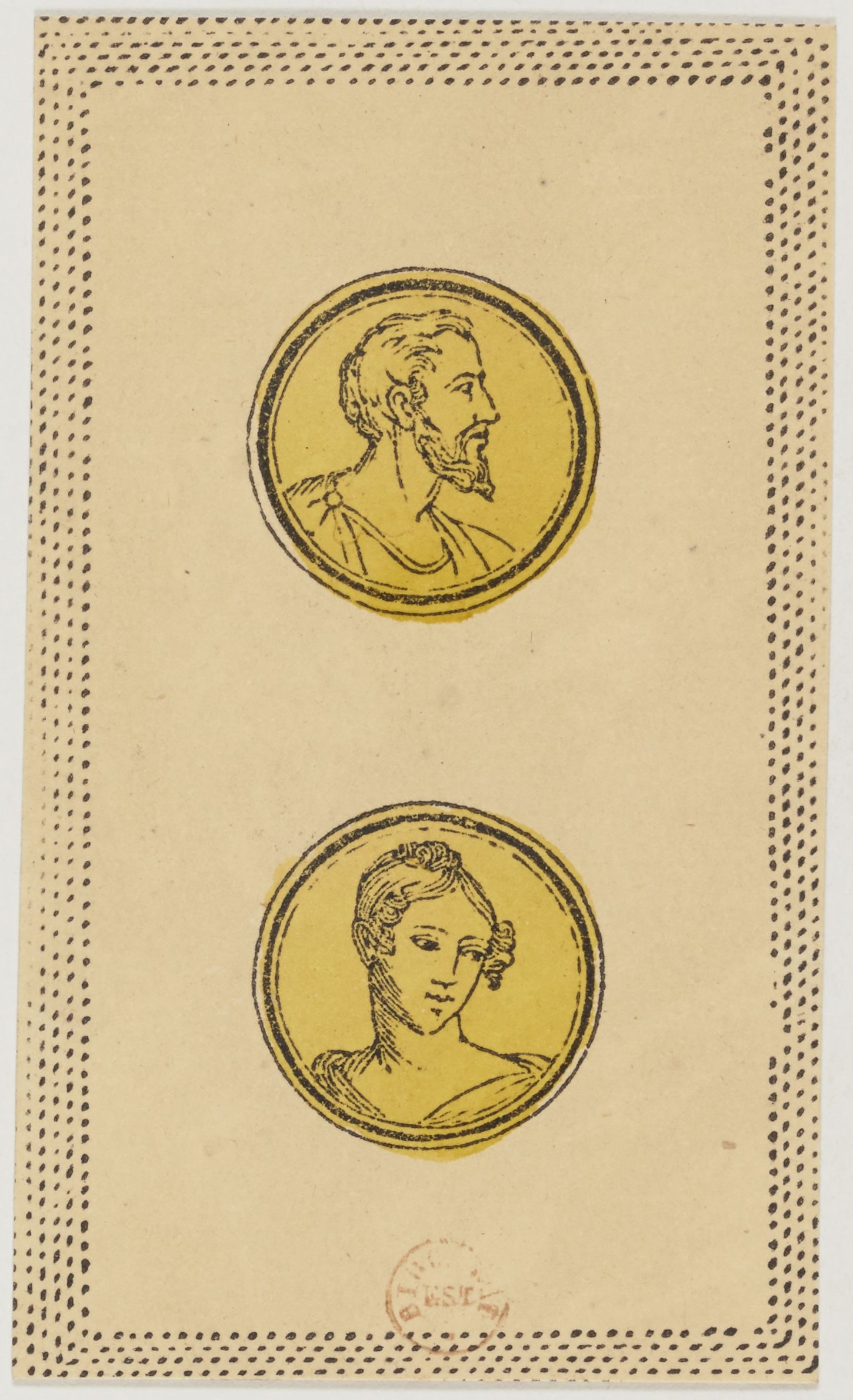
Dwójka
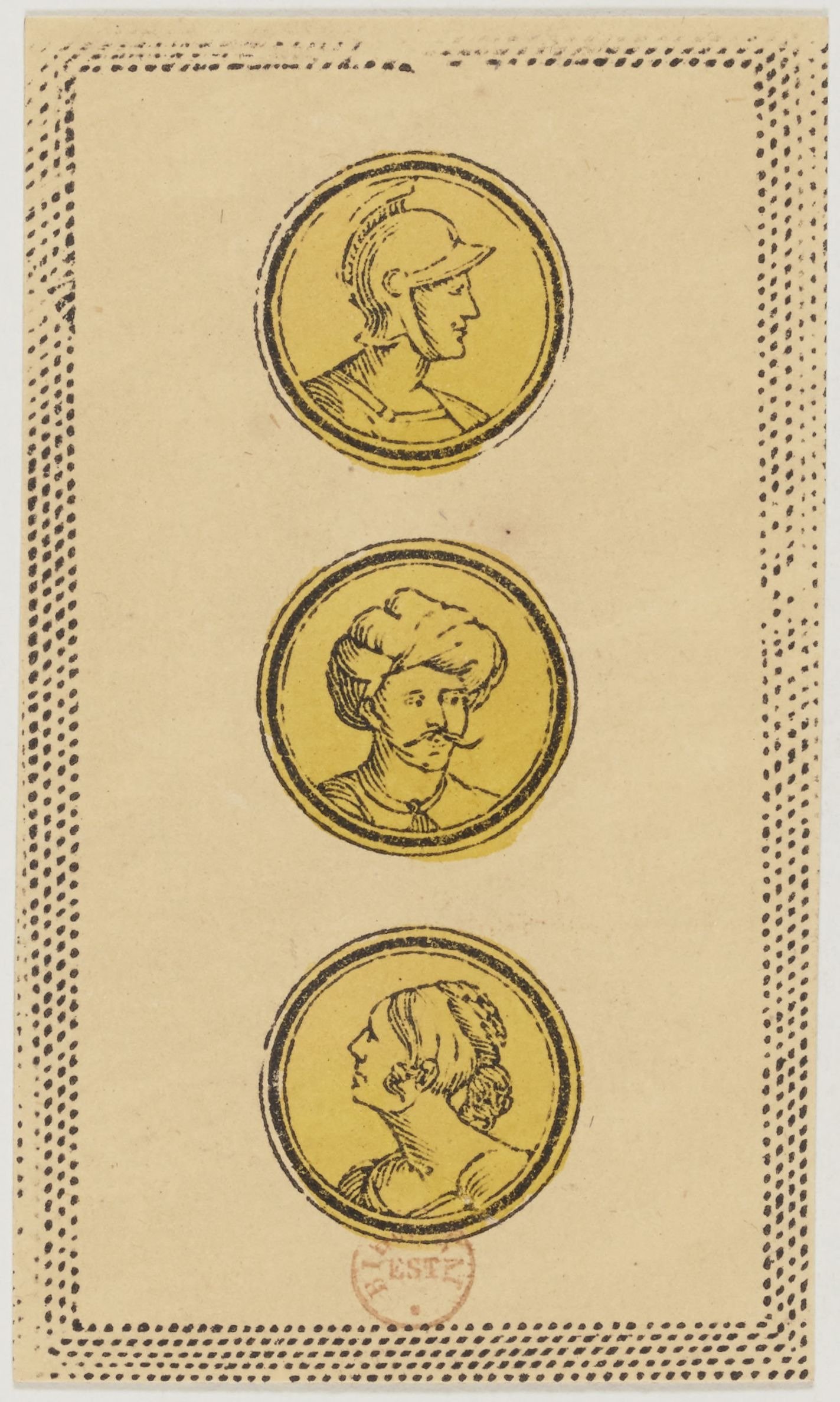
Trójka
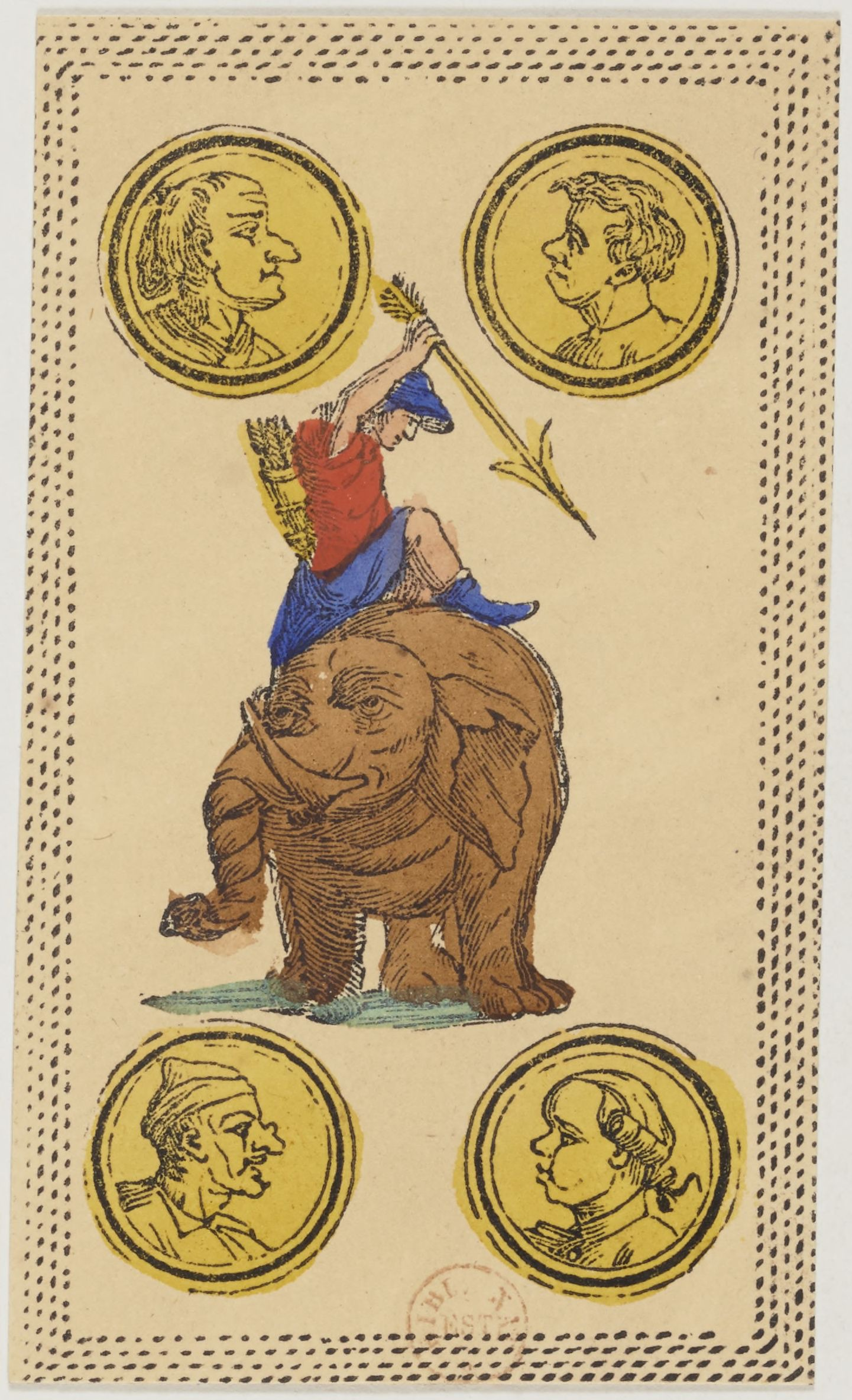
Czwórka
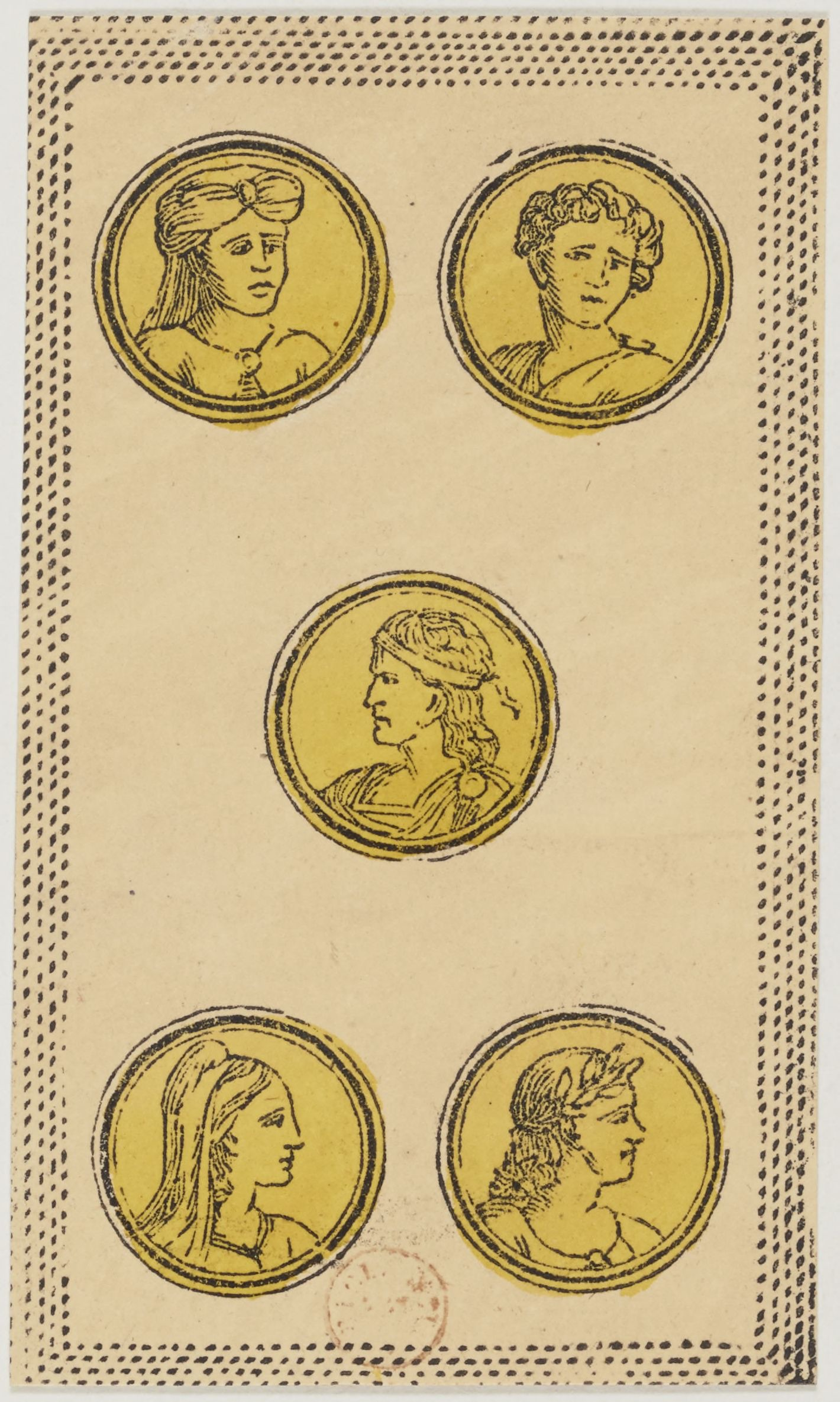
Piątka
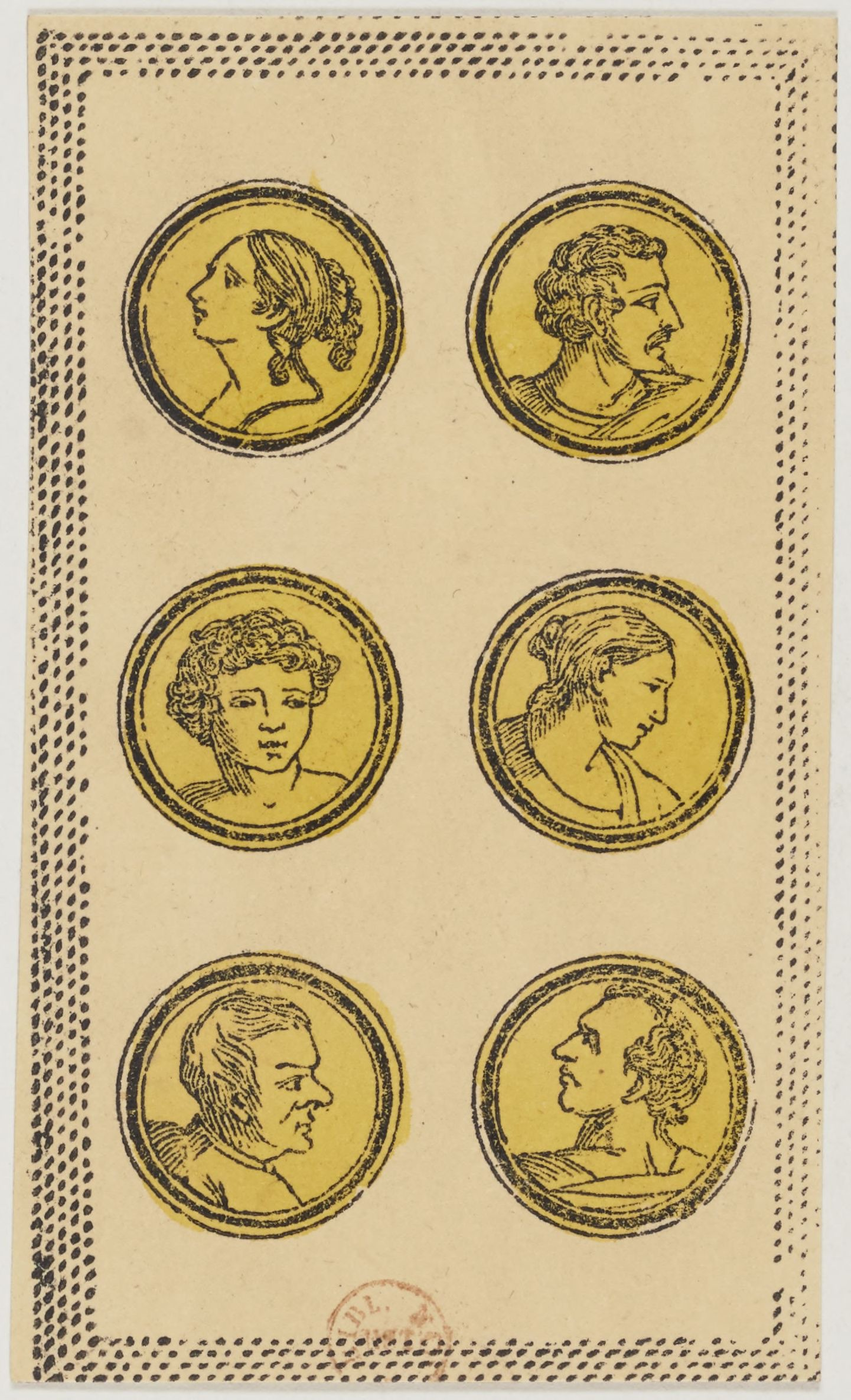
Szóstka
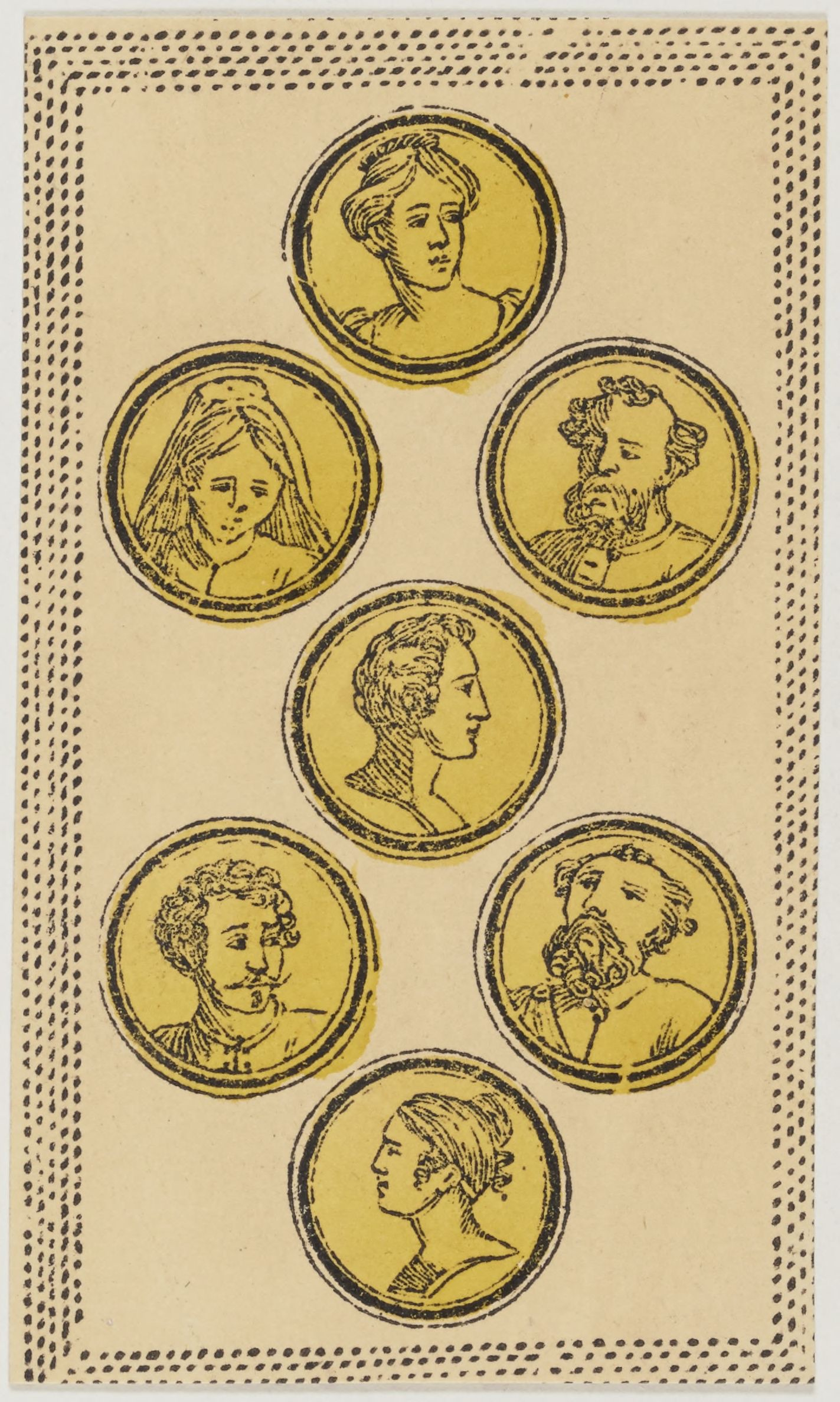
Siódemka
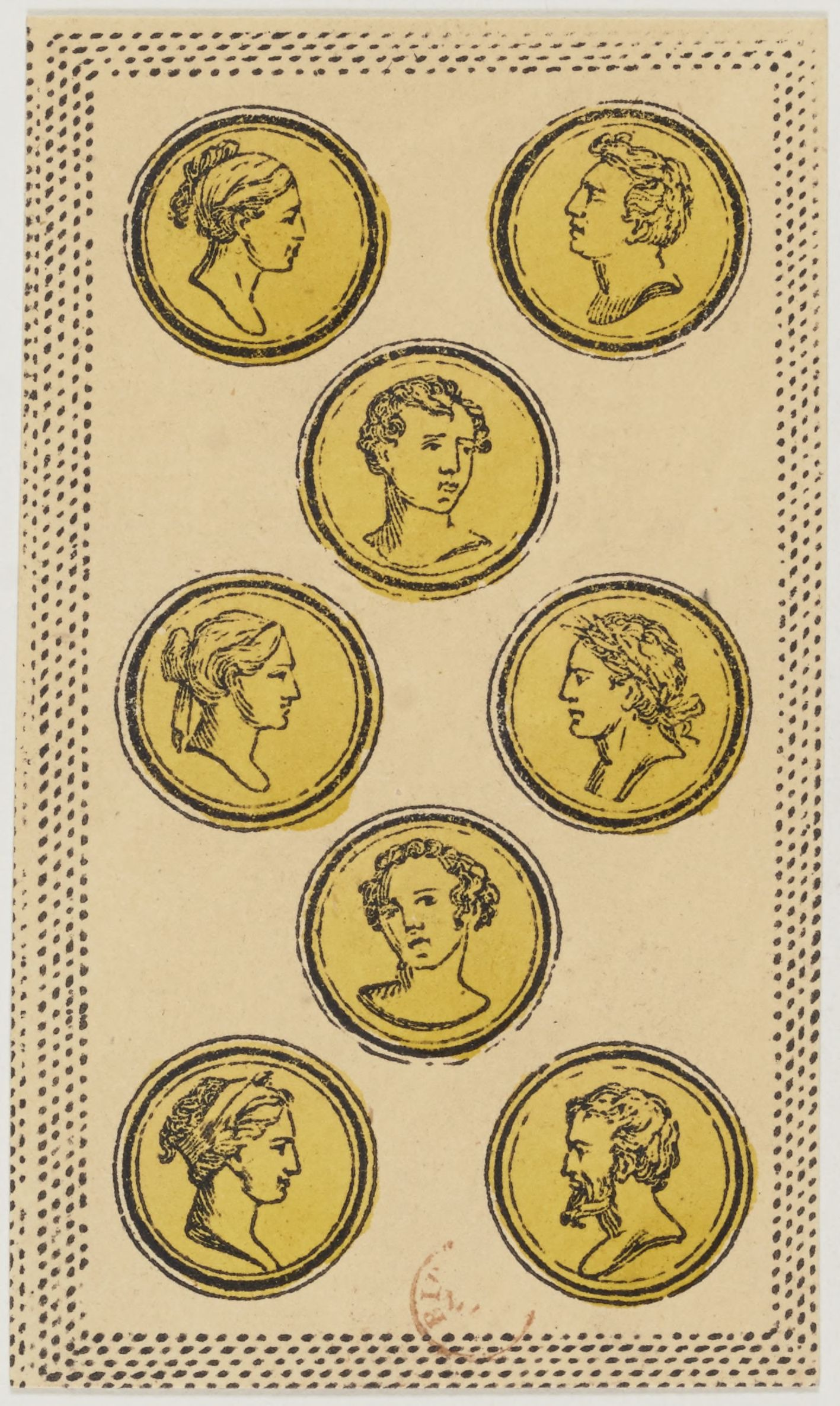
Ósemka
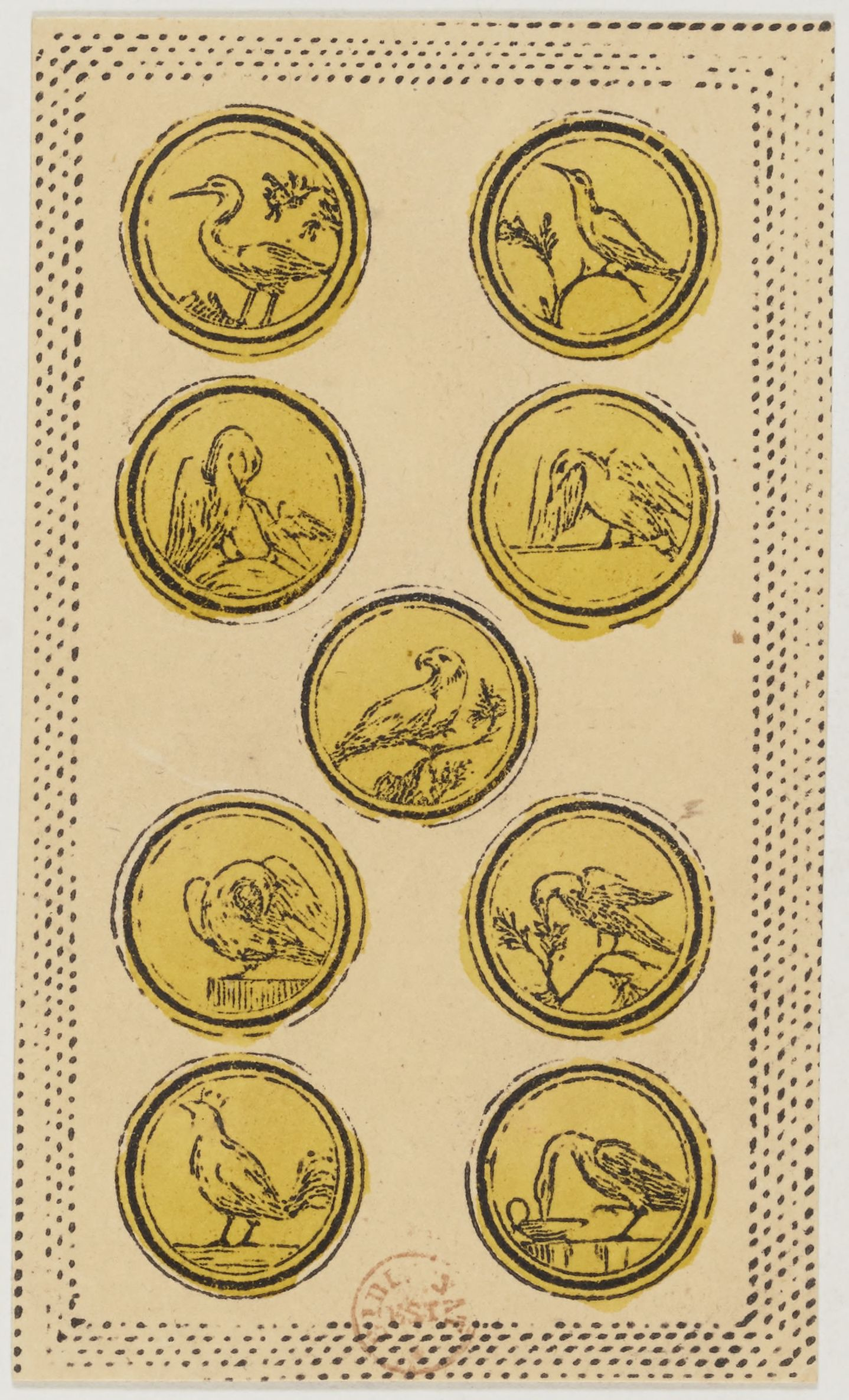
Dziewiątka
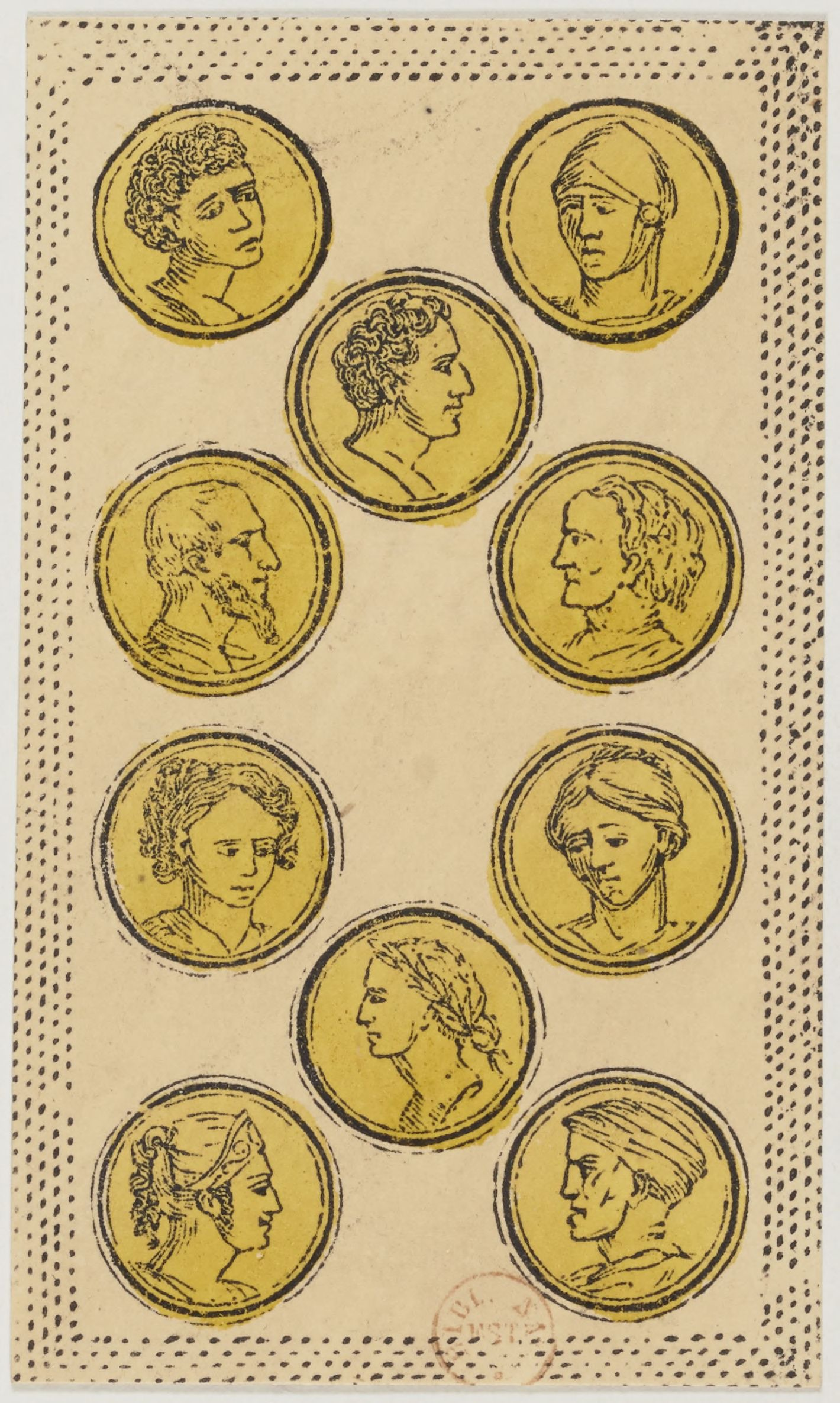
Dziesiątka

oraz cztery karty dworskie, tj. 

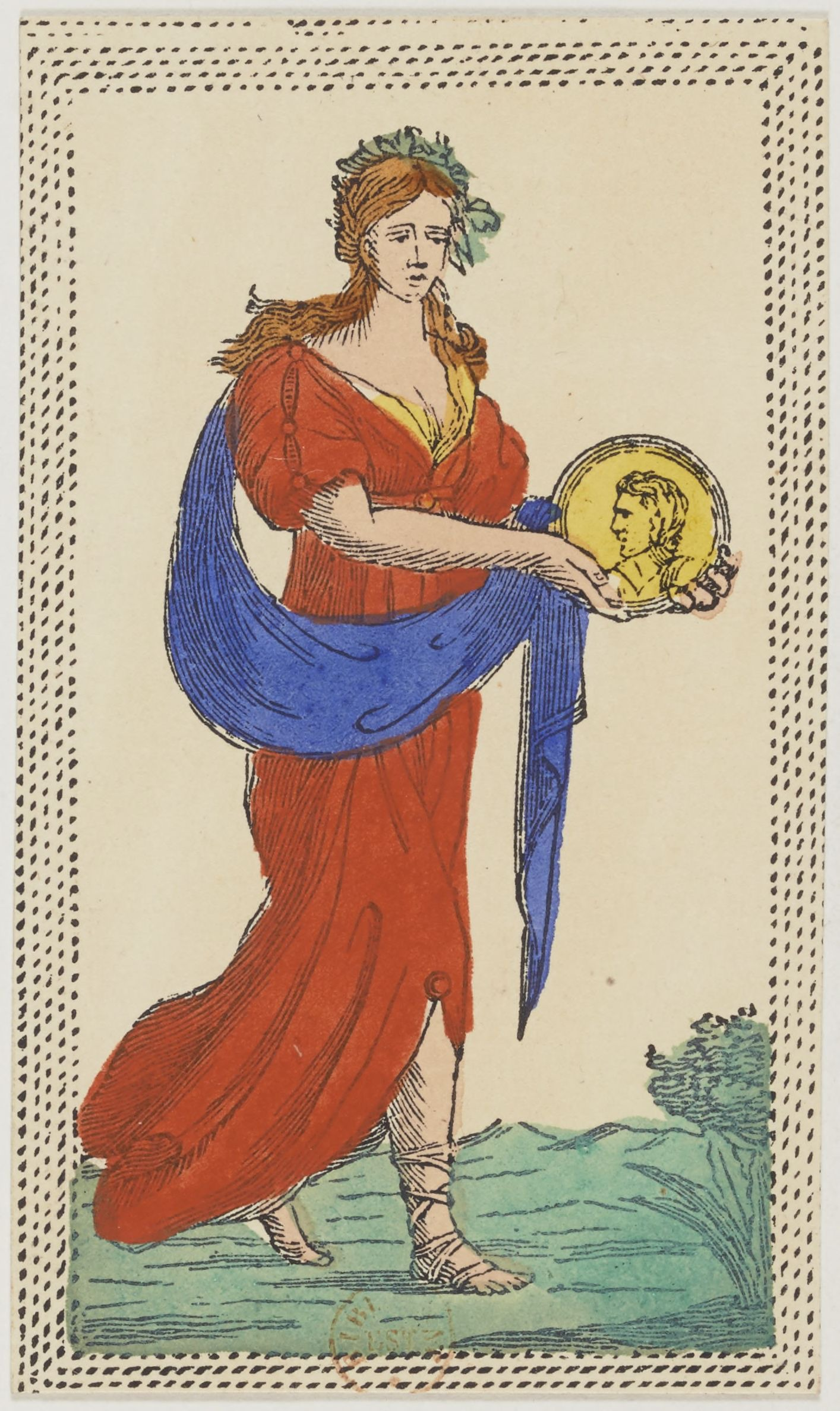
Paź, Walet, Giermek, Księżniczka
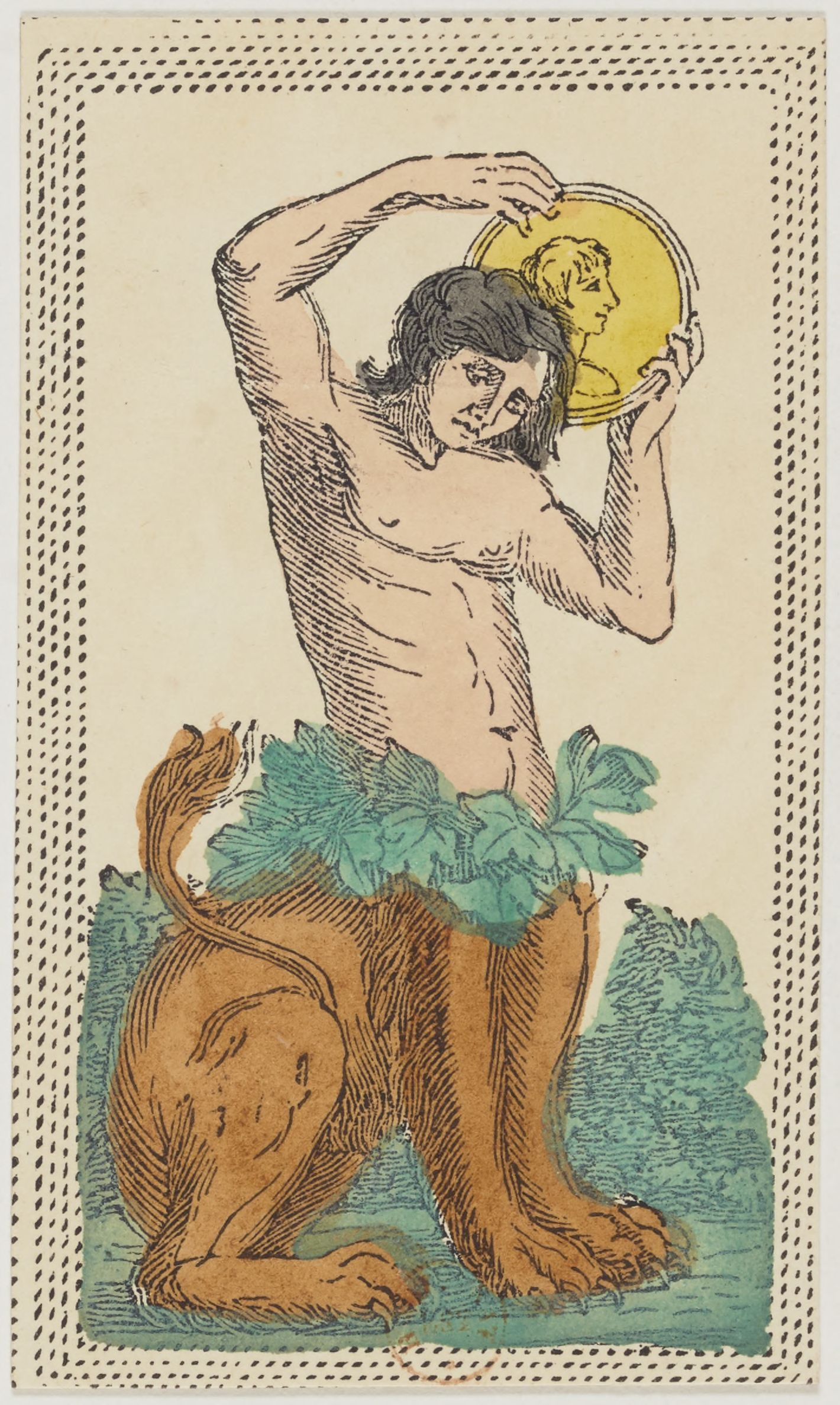
Rycerz, Jeździec
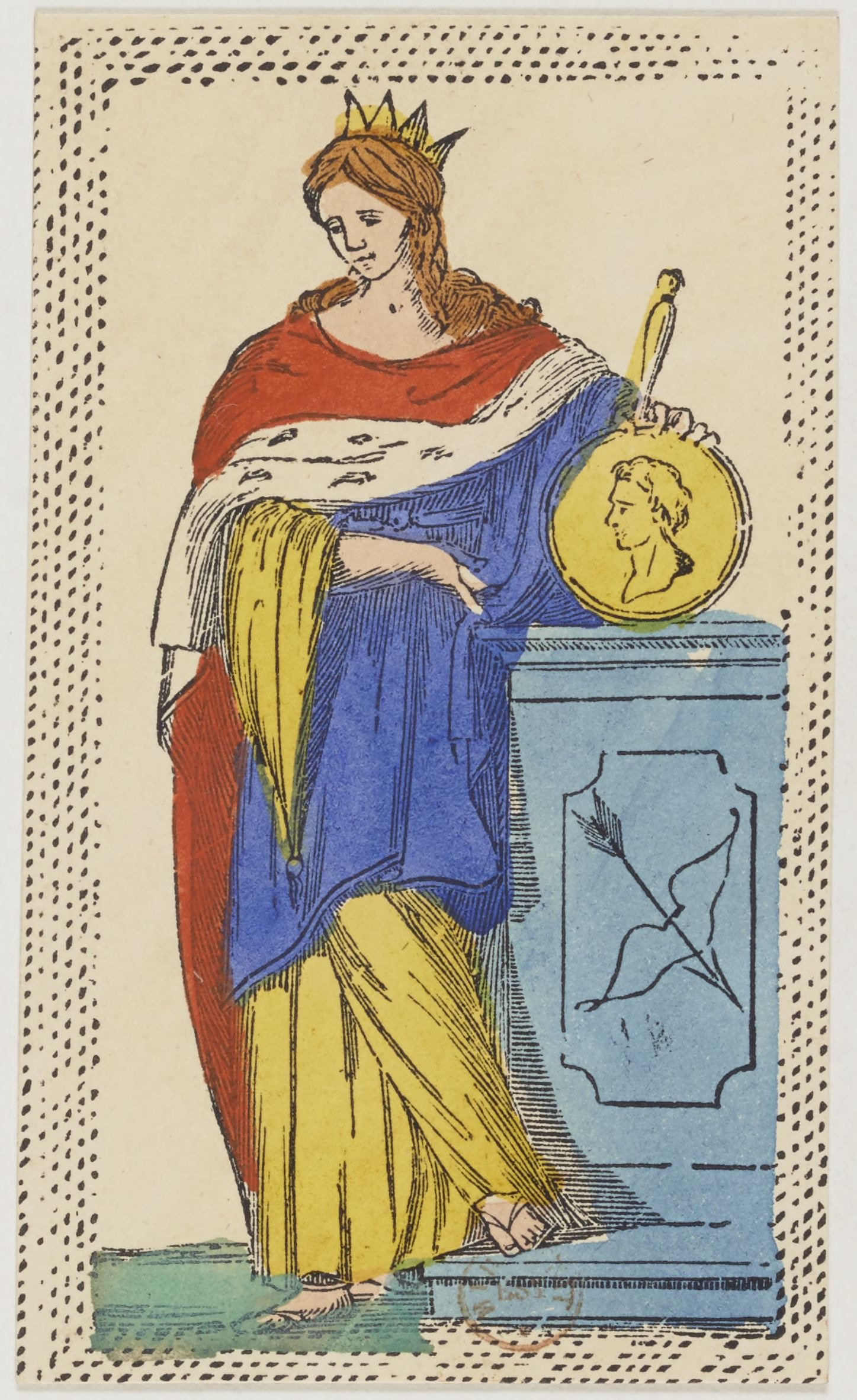
Królowa, Dama
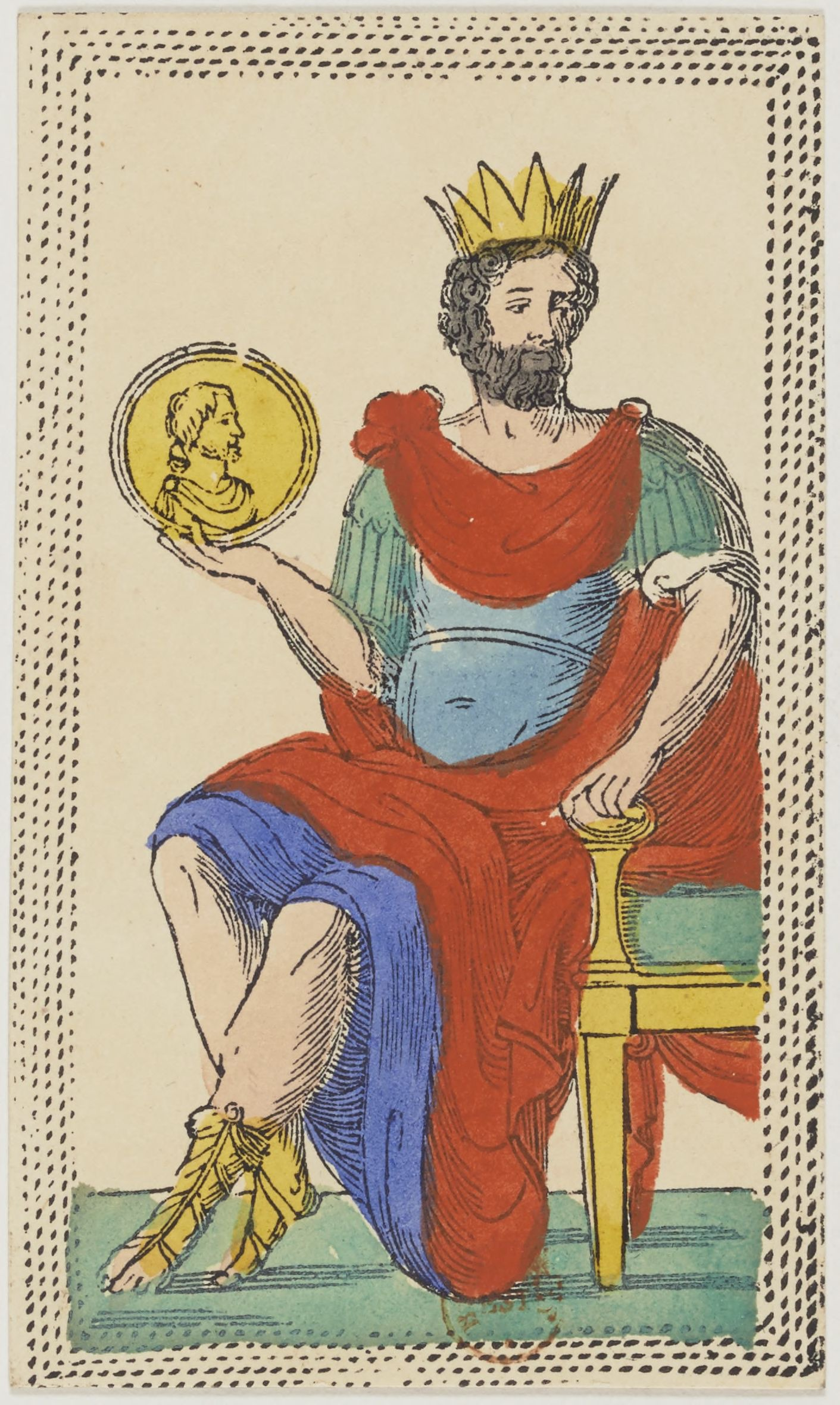
Król.

W XV wieku do kart dworskich dołączano tak zwane panny dworskie czyli ukochaną rycerza i ukochaną pazia. Taka sytuacja zaistniała w talii Visconti di Modrone

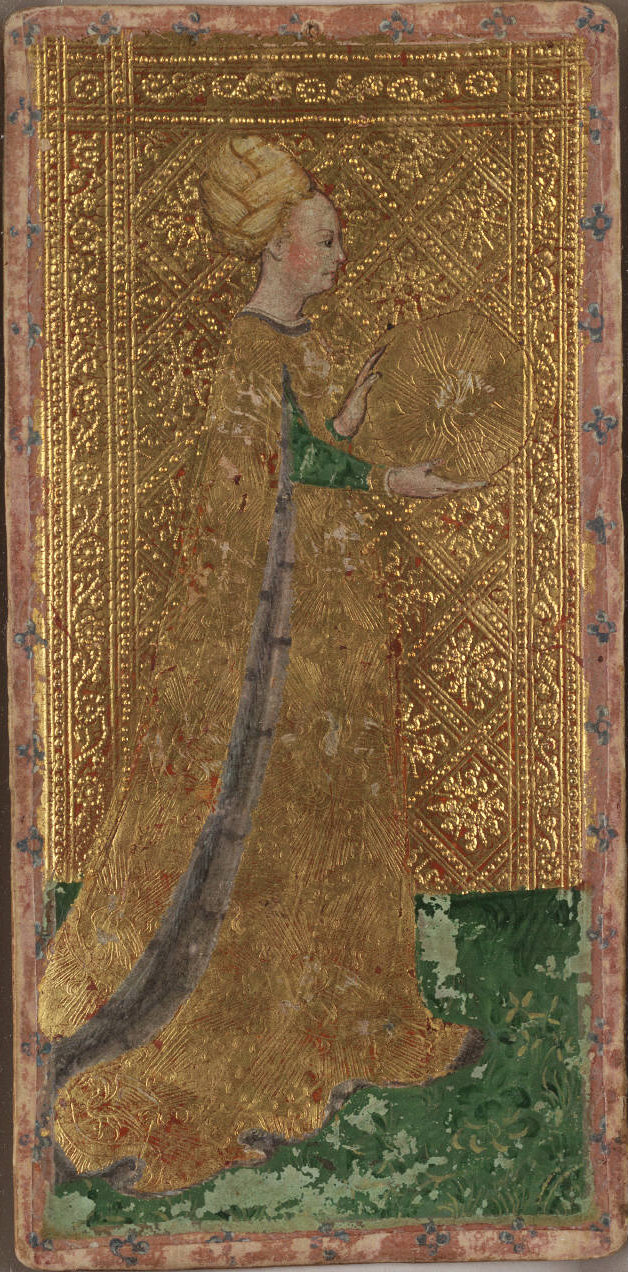
Ukochana Pazia
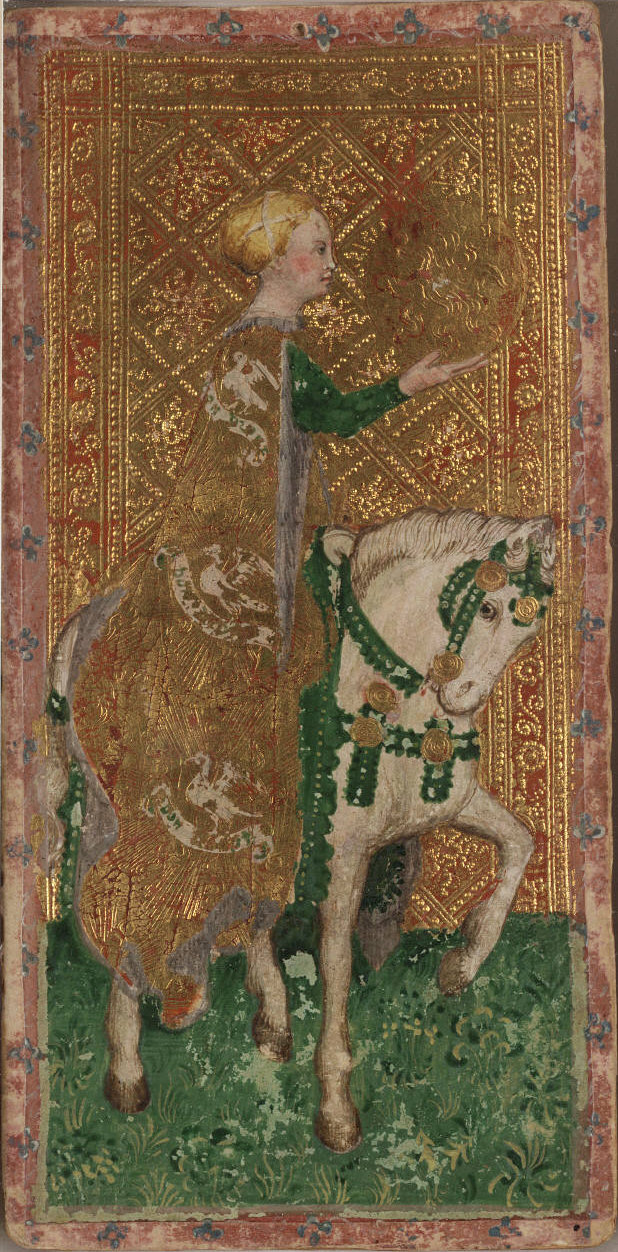
Ukochana Jeźdzca

## Przyporządkowanie kolorów żywiołom
- buławy (różdżki) odpowiadają żywiołowi ognia, symbolizują energię, siłę[2][3];
- denary (pentakle) odpowiadają żywiołowi ziemi; symbolizują świat materialny, sprawy doczesne[2][3];
- miecze (rylce) odpowiadają żywiołowi powietrza, symbolizują rozum i porozumiewanie się[2][3];
- kielichy odpowiadają żywiołowi wody, symbolizują zdolności twórcze[2][3].

Zgodnie z zasadami zachodniej astrologii, każdemu z żywiołów, a zatem i każdemu kolorowi w tarocie, odpowiadają trzy znaki zodiaku: Baran, Lew i Strzelec to ogień, Byk, Panna i Koziorożec to ziemia, Bliźnięta, Waga i Wodnik to powietrze, wreszcie Rak, Skorpion i Ryby to woda. W systemie przyjętym przez Zakon Złotego Brzasku każdej blotce odpowiada jeden z trzydziestu sześciu tzw. dekanatów Zodiaku. Poza tym każdej karcie przyporządkowana jest jedna z dziesięciu sefir.